# Yao Junsheng
Yao Junsheng (en chino: 姚均晟; pinyin: Yáo Jūnshèng; Wenzhou, Zhejiang, 29 de octubre de 1995) es un futbolista chino que juega en la demarcación de centrocampista para el Zhejiang Professional FC de la Superliga de China.

## Selección nacional
Hizo su debut con la selección absoluta de China el 30 de agosto de 2019 contra Birmania en un partido amistoso que finalizó con un resultado de 4-1 a favor del combinado chino tras los goles de Yang Xu, Feng Jin y un doblete de Wu Xi para China, y de Hlaing Bo Bo para Birmania.

## Clubes
| Club                        | País     | Año   | Partidos | Goles |
| --------------------------- | -------- | ----- | -------- | ----- |
| SU Sintrense (cedido)       | Portugal | 2014  | 0        | 0     |
| Real SC (cedido)            | Portugal | 2015  | 7        | 0     |
| CD Pinhalnovense (cedido)   | Portugal | 2016  | 3        | 0     |
| Meizhou Hakka FC (cedido)   | China    | 2017  | 26       | 5     |
| Shandong Taishan FC         | China    | 2018  | 19       | 0     |
| Tianjin Tianhai FC (cedido) | China    | 2019  | 22       | 3     |
| Shandong Taishan FC         | China    | 2020  | 1        | 0     |
| Zhejiang Professional FC    | China    | 2021- | 91       | 11    |